# RaNia
Rania (라니아, stilisiert RaNia oder RANIA) ist eine südkoreanische Girlgroup der zweiten K-Pop-Generation, die 2011 gegründet wurde. Der Name Rania soll so viel bedeuten wie „Regeneration Idol of Asia“. Ihr erstes Lied, „Dr Feel Good“, wurde von Teddy Riley produziert.

## Geschichte
Rania traten zum ersten Mal mit ihrem Lied „Dr Feel Good“ am 16. April 2011 in der Sendung Music Bank von KBS auf. Die Choreografie stieß in Südkorea auf viel Kritik, bei der die Sängerinnen sehr viel Haut zeigten. Deshalb wurden die Tanzschritte für die Live-Auftritte abgeändert. Ab Juni trat die Gruppe mit dem Titel „Masquerade“ in den südkoreanischen Musikshows auf. Wie die Vorgängersingle wurde auch dieses Lied von Teddy Riley produziert. Kurz nach den Auftritten mit „Masquerade“ wurde bekannt, dass Riley und das Rania-Label DR Music die Zusammenarbeit beendet haben.
Am 17. November 2011 kehrte die Gruppe mit dem Mini-Album Time to Rock Da Show zurück. Dieses Album wurde von Brave Brothers produziert.
Aus Deutschland erhielt die Gruppe einen So-Loved Award 2011 für die besten weiblichen Newcomer.
2013 veröffentlichten sie ihr Debütalbum „Goodbye's the New Hello“ und koppelten die Single „Just Go“ daraus aus. Das Album erreichte Platz 9 der Koreanischen Charts.
Im November 2015 schloss sich als siebtes Gruppenmitglied die US-amerikanische Sängerin Alexandra („Alex“) der Gruppe an.

## Mitglieder
- Saem, geboren am 10. April 1989; wirklicher Name Hwang Se-mi (황세미), Leader
- Jooyi, geboren am 20. August 1990; wirklicher Name Yoo Joo-yi (유주이)
- Di, geboren am 18. Oktober 1991; wirklicher Name Kim Da-rae (김다래)
- T-ae, geboren am 24. September 1993; wirklicher Name Lee Seul-mi (이설믜)
- Xia, geboren am 15. November 1993; wirklicher Name Jang Jin-yeong (장진영)
- Riko (zurzeit pausierend), geboren am 10. März 1989; wirklicher Name Kim Ju-yeon (김주연)
- Alex (Alexandra), geboren in Kansas